# 多维莱·沙卡利埃内
多维莱·沙卡利埃内（1978年12月1日—）是立陶宛议会的現任议员，原立陶宛农民和绿党联盟成员，2017年加入立陶宛社會民主黨，曾经多次反对新疆再教育营。2021年3月22日，中华人民共和国外交部宣布对沙卡利埃内等10名人员和4个实体实施制裁。沙卡利埃内表示中共制裁就像是一种荣誉勋章。2024年12月就任國防部長。